# 좀비 2: 시체들의 섬
좀비 2: 시체들의 섬(L'enfer des zombies, Zombi 2)은 이탈리아에서 제작된 루시오 풀치 감독의 1979년 공포 영화이다. 티사 패로우 등이 주연으로 출연하였고 우고 투치 등이 제작에 참여하였다.

## 출연

### 주연
- 티사 패로우
- 이안 맥컬로크
- 리차드 존슨

### 조연
- 알 클리버
- 스테파냐 다마리오
- 올가 칼라토스

## 제작진
- 미술: 월터 패트리아카
- 특수효과: 지아네토 드 로지